# Calle de la Amargura (San Pedro)
La Calle de la Amargura es una vía ubicada en el distrito de San Pedro, Montes de Oca, al este de San José, Costa Rica. Como es costumbre de los costarricenses su nombre popular ha sido acortado por solo "La Calle". Su nombre oficial es Calle 61 de San Pedro de Montes de Oca.

## Ubicación
Va desde la Avenida Central de San Pedro hasta la intersección donde se ubican la Biblioteca Carlos Monge de la Universidad de Costa Rica, el Edificio Saprissa (también propiedad de la universidad) y la antigua heladería Mönpik. Recorre aproximadamente 3 cuadras.

## Origen del nombre
El verdadero nombre de "La Calle de la Amargura" data de una anécdota universitaria del año 1965. La historia fue recopilada por el periodista de la Universidad de Costa Rica Gerardo Mata Hernández. Cuenta que un grupito de 4 o 5 estudiantes de nuevo ingreso a la Universidad de Costa Rica (entre ellos Gerardo Mata, Gustavo y un tal Corrales), alumnos del curso de Castellano de Estudios Generales, se veían (cerca de las 2 de la tarde) frente a la esquina noroeste del Mercado Central, a un costado de la ferretería El Mauro, donde se ubicaba la parada de los autobuses de San Pedro de Montes de Oca. Así, juntos, tomaban el transporte colectivo que los llevaría a la UCR. Se bajaban cerca de la iglesia y muy alegres y, como de costumbre, se dirigían al Bar María Elena (que estaba frente al costado Este de la sucursal del antiguo Banco Anglo, actualmente una dependencia de la Municipalidad de Montes de Oca, entrando a la calle 3). Luego de haber ingerido unas cuantas copas de guaro Cacique, con suculentas boquitas de huevo duro o bistecitos en tortilla. Y para cambiar de ambiente, seguían por esa calle y entraban al Isauro's Bar. Ahí permanecían otro rato, consumiendo lo mismo. Ya un poco más "chispeados", proseguían su camino y celebraban su última parada en la que se llamó la Taberna Universitaria (años después Librería Policromía). Como ese etílico periplo les duraba su buen rato, solían llegar un tanto retrasados a la clase de Castellano. Por ello, y por ser ya una conducta reiterada, la profesora, la distinguida Licda. Angelita Garnier, un día les reclamó: "¿por qué ustedes siempre llegan tarde y en grupo?" A lo que uno de los chispeados estudiantes se le ocurrió contestar: "es que es muy difícil pasar por la calle de la amargura". "¿Cómo es eso de la calle de la amargura?", ripostó la docente. A lo que el alumno respondió, haciéndose el gracioso: "sí, pues como el relato bíblico, a semejanza de lo que pasó Jesús, nosotros tuvimos tres caídas: la primera en el bar María Elena, la segunda en el Isauro's Bar y la tercera en la Taberna Universitaria". La profesora, un tanto amoscada, como azorada, un  poco conturbada, no supo qué acción tomar y prefirió hacer caso omiso a ese cuento absurdo y continuar con su clase. Sin embargo, el alumnado celebró con risas y exclamaciones de burla, lanzando frases sarcásticas, irónicas y mordaces. A partir de ese día, cada vez que los estudiantes de marras ingresaban a clases (aunque no hubiesen pasado por ningún bar) algunos de sus compañeros con tono burlesco y chocarrero los increpaban diciéndoles cosas por el estilo como: "¿Diay qué, hoy también sufrieron caídas en la calle de la amargura?"
Y así siguieron las bromas. Con el tiempo la guasa se empezó a repetir y el cuento corrió de  boca en boca. Abarcando, poco a poco, a toda la UCR y después "urbi et orbe". Y ya nadie se preocupó por inquerir o averiguar cómo fue que surgió ese nuevo apodo para la calle 3 de San Pedro. Así, este mote se hizo común, se vulgarizó, se universalizó, y todos se refiefen ahora a la Calle de la Amargura como si siempre hubiera sido ese su verdadero nombre. Como esta historia se desconoce y se ha diluido por el tiempo transcurrido, se han oído versiones apócrifas que dicen orígenes alejados totalmente de la verdad, que es la que cuenta Gerardo Mata. "Quod scripsi, scripsi est". "Roma locuta, causa finita".
La otra versión que circula es el nombre por el que se conoce a esta vía es una referencia a la original Calle de la Amargura ubicada en la Isla San Lucas la cual había que recorrer para llegar desde el muelle hasta el edificio administrativo de la antigua penitenciaría que funcionó en esta isla, lugar del que los condenados sabían que no lograrían salir. Se creó la analogía ya que es un largo recorrido rodeado de distracciones que hay que realizar antes de llegar a la universidad, el destino final.[cita requerida]

## Cómo llegar
Hay una estación del Tren Interurbano en las cercanía de la Escuela de Arquitectura de la Universidad de Costa Rica, a doscientos metros de distancia, que recibe trenes desde Heredia y San José. Las rutas universitarias, la Periférica y el bus de Carmiol ingresan a la calle, y los buses de San Pedro (y ramales), Curridabat, Cartago y Tres Ríos tienen parada en el Outlet Mall (ahora llamado American Mall), a unas 2 cuadras de la calle.

## Actividades
Por estar tan cerca de la universidad, en esta calle se desempeñan en general dos grandes actividades:
- La primera, y por la cual es más reconocida, es por los bares que en ella se encuentran.
- Otra actividad económica consiste en el fotocopiado de material bibliográfico con fines educativos y venta de artículos estudiantiles, por la gran cantidad de librerías que hay en la zona norte de la calle, la más cercana a la Universidad.

Adicionalmente, y como complemento a la venta de bebidas alcohólicas, existe una variada oferta de alimentos que va desde empanadas hasta pizza y hamburguesas